# Gare de Pornichet
La gare de Pornichet est une gare ferroviaire française de la ligne de Saint-Nazaire au Croisic, située sur le territoire de la commune de Pornichet, dans le département de la Loire-Atlantique en région Pays de la Loire, ses emprises bordant au nord les limites de la commune de La Baule-Escoublac.
Construite par la Compagnie du chemin de fer de Saint-Nazaire au Croisic, la station est mise en service en 1879 par l'Administration des chemins de fer de l'État (État) et intègre le réseau de la Compagnie du chemin de fer de Paris à Orléans (PO), lorsqu'elle reprend la ligne en 1884. 
C'est une gare voyageurs de la Société nationale des chemins de fer français (SNCF), desservie par le TGV Atlantique, c'est également une gare du réseau TER Pays de la Loire desservie par des trains express régionaux, dont l'Interloire.

## Situation ferroviaire
Établie à 10 mètres d'altitude, la gare de Pornichet est située au point kilométrique (PK) 506,070 de la ligne de Saint-Nazaire au Croisic, entre les gares ouvertes de Saint-Nazaire et de La Baule-les-Pins. Elle est séparée de celle de Saint-Nazaire par la gare fermée de Saint-André-des-Eaux.
Gare d'évitement, elle dispose d'une deuxième voie pour le croisement des trains.

## Histoire
La gare de Pornichet est mise en service le 11 mai 1879 par l'Administration des chemins de fer de l'État, lorsqu'elle ouvre à l'exploitation la ligne de Saint-Nazaire au Croisic et son embranchement de La Baule-Escoublac à Guérande. Le bâtiment voyageurs, toujours en service en 2014, a été construit l'année précédente par la Compagnie du chemin de fer de Saint-Nazaire au Croisic, selon les plans de son ingénieur de la ligne Antoine de La Perrière. Ces plans sont les mêmes que les gares du Pouliguen et du Croisic. Après son inauguration en 1879, trois trains assurent quotidiennement la liaison avec Saint-Nazaire. La présence de la gare contribue au rapide développement urbain de la commune. Le croisement des convois est permis à partir de 1882 par la construction d'une voie d'évitement.
En 1884, elle devient une gare du réseau de la Compagnie du chemin de fer de Paris à Orléans (PO) qui comptabilise sa recette annuelle à partir du 30 janvier. Avec un total de 49 515 francs elle se situe à la cinquième place sur les sept gares que compte la ligne et de son embranchement sur Guérande.

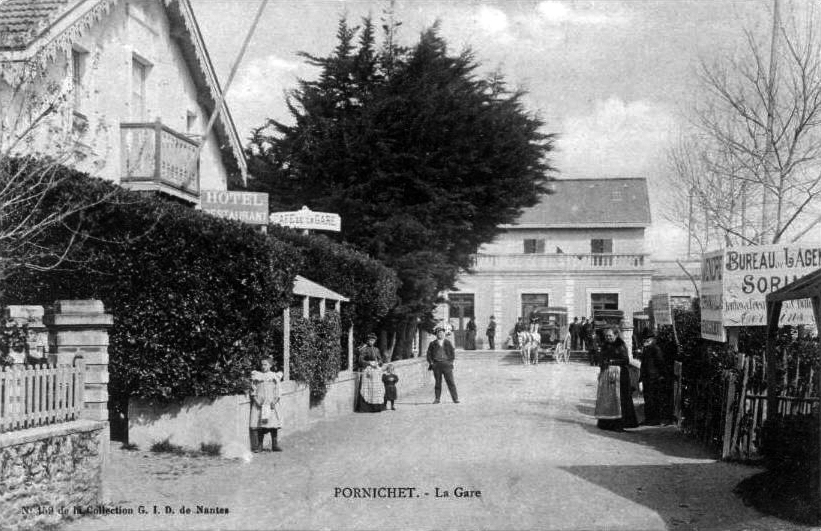
La gare vers 1900.

Le conseil municipal de Pornichet, lors de délibérations en 1913, 1920 et 1921 projette l'amélioration des accès à la gare et l'agrandissement de la cour des voyageurs. Après études et enquête publique, le projet d'établissement d'une place publique formant prolongement de la cour de la gare et de l'élargissement des voies d'accès, le tout étant intégré dans la voirie urbaine de la commune, est déclaré d'utilité publique par le décret du 4 mai 1922. Cela permet à la commune de procéder aux acquisitions nécessaires, à l'amiable ou par une procédure d'expropriation, et pour financer l'opération d'effectuer un emprunt de 100 000 francs sur trente années. Pour le remboursement de cet emprunt la commune est autorisée à recevoir le produit de surtaxes temporaires sur les services ferroviaires, perçues par la Compagnie du PO, et si nécessaire à recourir à une imposition extraordinaire pendant une durée qui ne peut excéder celle de l'emprunt.
Pour l'année 1922, la gare vend 75 000 billets, dont la moitié aller-retour, tandis que 8 000 tonnes de marchandises y transitent.
En 2014, c'est une gare voyageurs d'intérêt local (catégorie C : moins de 100 000 voyageurs par an de 2010 à 2011), qui dispose de deux quais (le quai A pour la voie d'évitement a une longueur utile de 302 m et le quai B pour la voie unique a une longueur utile de 294 m), deux abris et une traversée de voie à niveau par le public (TVP). En 2014, selon les estimations de la SNCF, la fréquentation annuelle de la gare est de 99 280 voyageurs.

## Service des voyageurs

### Accueil

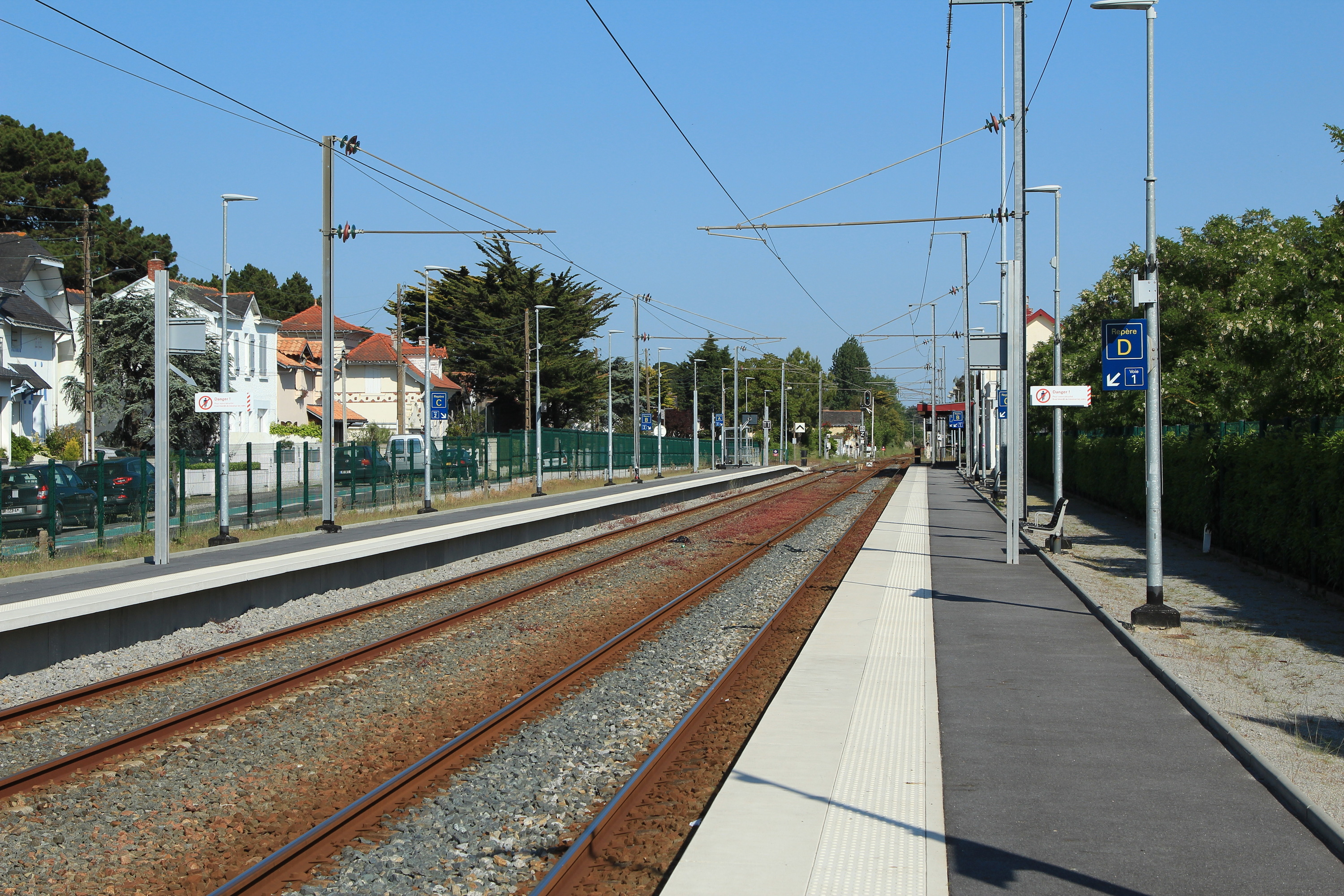
Vues des voies et quais en direction de Saint-Nazaire.

Gare SNCF, elle dispose d'un bâtiment voyageurs, avec guichet, ouvert tous les jours. Elle est équipée d'automates pour l'achat de titres de transport TER. C'est une gare « Accès Plus » avec des aménagements, équipements et services pour les personnes à mobilité réduite.
Un passage de niveau planchéié permet la traversée des voies et l'accès aux quais.

### Desserte
Pornichet est une gare voyageurs de la SNCF desservie par des rames du TGV Atlantique des relations, Paris-Montparnasse - Le Croisic et Lille Europe - Nantes - Saint-Nazaire - Le Croisic (sans passer par Paris).
C'est également une gare voyageurs du réseau TER Pays de la Loire desservie par des trains régionaux de la relation Nantes - Saint-Nazaire - Le Croisic (ligne 01) et de la relation Interloire Orléans - Le Croisic (ligne 5) en fin de semaine,.

### Intermodalité
Un parc à vélos et un parking pour les véhicules y sont aménagés. La gare est desservie par la ligne de bus L13, mutualisée entre les réseaux Ycéo et Lila Presqu'île.

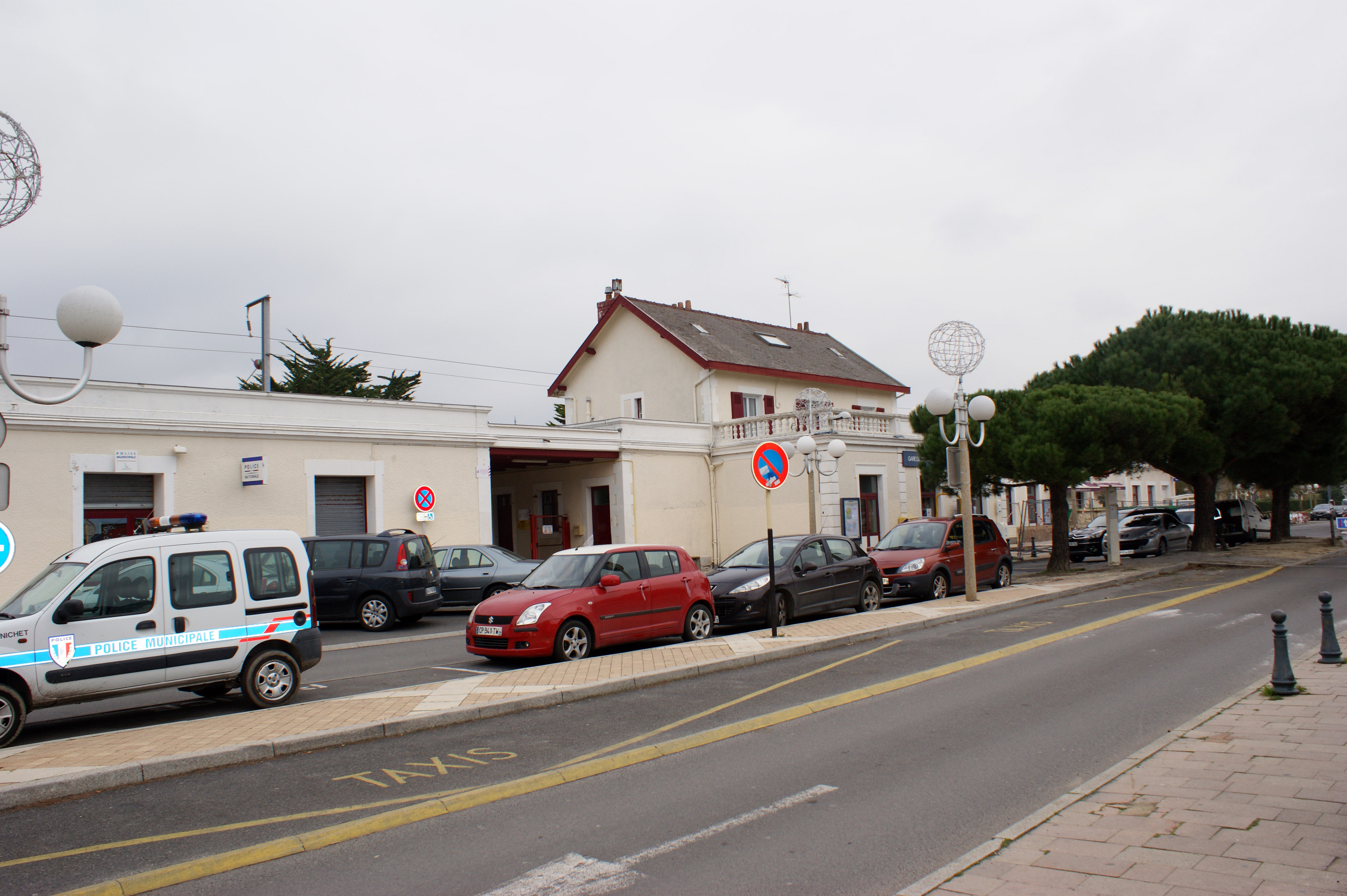
Le bâtiment voyageurs et l'entrée de la gare.
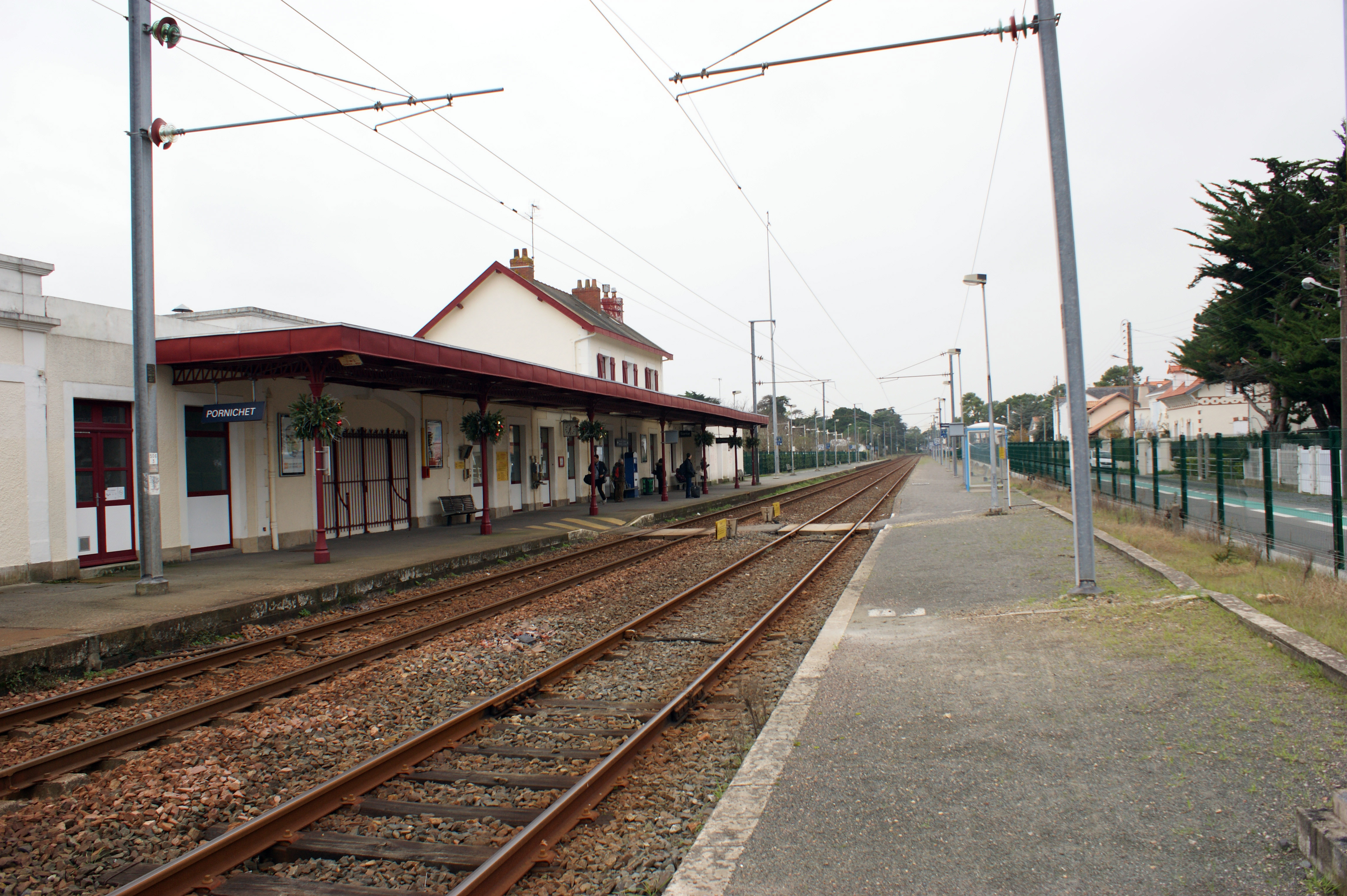
Vue d'ensemble côté voies.
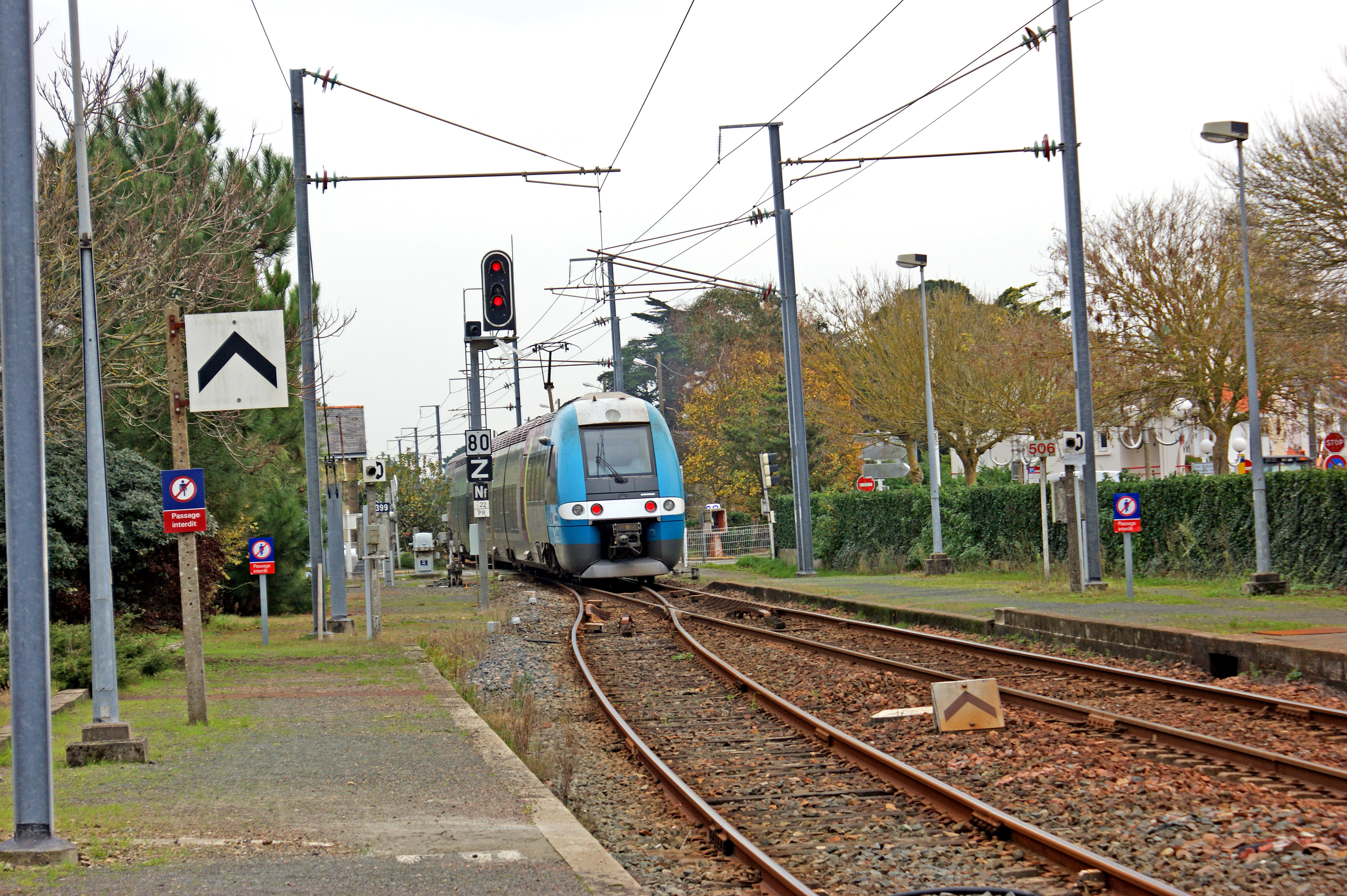
Les voies en direction de Saint-Nazaire.
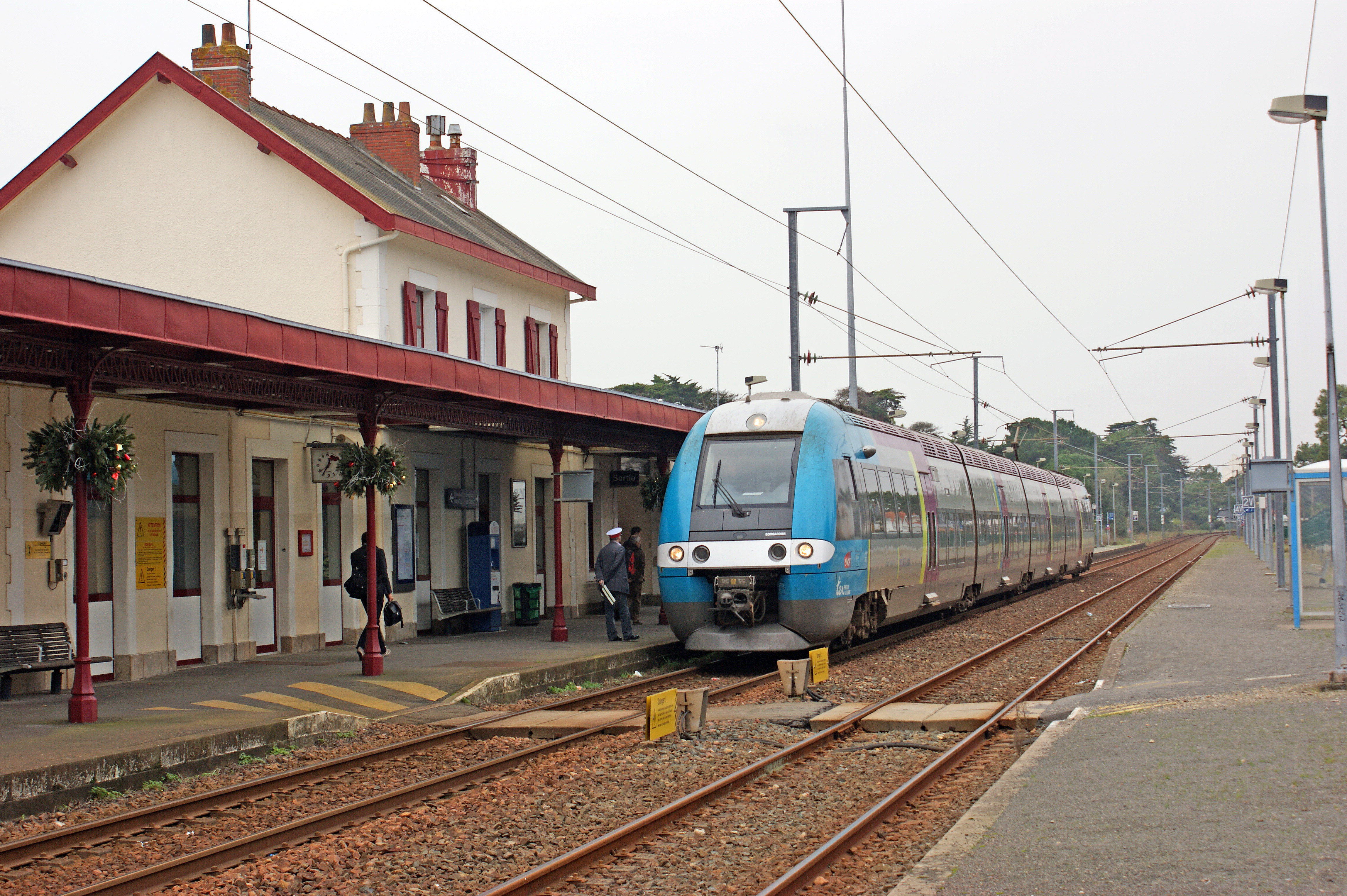
Un TER Le Croisic - Nantes en gare.